# إفرايم كاتسير
إفرايم كاتسير (بالعبرية: אפרים קציר) ، (16 مايو 1916 - 30 مايو 2009)، هو عالم بيوفيزياء وسياسي إسرائيلي والرئيس الرابع لدولة إسرائيل ما بين 24 مايو 1973 إلى 19 أبريل 1978.
ولد في 16 مايو 1916 في مدينة كييف في أوكرانيا باسم إفرايم كتشيلسكي (قام لاحقا يتغيير اسم عائلته إلى كاتسير بعيد انتخابه رئيسا لإسرائيل عام 1973). عام 1925 هاجر مع عائلته إلى فلسطين. درس في الجامعة العبرية في القدس حيث حصل على شهادة الدكتوراة.
عام 1966 شغل منصب العالم الرئيسي في الجيش الإسرائيلي.

## وصلات خارجية
- إفرايم كاتسير على موقع الموسوعة البريطانية (الإنجليزية)
- إفرايم كاتسير على موقع مونزينجر (الألمانية)
- إفرايم كاتسير على موقع إن إن دي بي (الإنجليزية)

- My Contributions to Science and Society, Ephraim Katchalski-Katzir
- Ephraim Katzir Israel Ministry of Foreign Affairs
- PM Netanyahu eulogizes former President Ephraim Katzir
- Ephraim Katzir (Katchelsky) (1916–2009)
- Ehud Gazit, A vision of a scientific superpower, Ha'aretz, 8 June 2009